# Pantites
Pantites (en llatí Pantites, en grec antic Παντίτης) fou un soldat d'Esparta, concretament un dels enviats a la batalla de les Termòpiles.
El rei Leònides d'Esparta va enviar a Pantites a buscar reforços per a la batalla que s'apropava; però no va tornar fins que la batalla va haver acabat i tots els soldats havien mort. A causa dels costums que regien a Esparta, Pantites va ser considerat un traïdor i va quedar al marge de la societat. Com a conseqüència i en penediment dels seus fets es va suïcidar penjant-se, l'any 480 aC.